# 宿夢鯉
宿梦鲤，字龙吉，號仁寰，南直隸無錫縣（今江蘇省無錫市）人。明末官員、詩人。

## 生平
萬曆三十四年（1606年），宿梦鲤中式丙午科應天鄉試舉人，任松阳县知县。
梦鲤與东林诸子过从甚密，与高攀龙交往最久，入高氏家塾，教授其三子達十六年之久。卒年八十一。

## 著作
著有《易纂全书》、《五经百家类纂》、《古今类书》等。